# Ешенбург
Ешенбург (њем. Eschenburg) општина је у њемачкој савезној држави Хесен. Једно је од 23 општинска средишта округа Лан-Дил. Према процјени из 2010. у општини је живјело 10.606 становника. Посједује регионалну шифру (AGS) 6532009.

## Географски и демографски подаци
Ешенбург се налази у савезној држави Хесен у округу Лан-Дил. Општина се налази на надморској висини од 275 - 609 метара. Површина општине износи 45,8 km². У самом мјесту је, према процјени из 2010. године, живјело 10.606 становника. Просјечна густина становништва износи 232 становника/km².